# Collegio plurinominale Lazio 1 - 01 (2017)
Il collegio elettorale plurinominale Lazio 1 - 01 è stato un collegio elettorale plurinominale della Repubblica Italiana per l'elezione della Camera tra il 2017 ed il 2022.

## Territorio
Come previsto dalla legge elettorale italiana del 2017, il collegio era stato definito tramite decreto legislativo all'interno della circoscrizione Lazio 1.
Il collegio comprendeva la zona definita dai cinque collegi uninominali Lazio 1 - 01 (Roma), Lazio 1 - 02 (Roma), Lazio 1 - 03 (Roma), Lazio 1 - 04 (Roma) e Lazio 1 - 05 (Roma).

## Dati elettorali

### XVIII legislatura
Come previsto dalla legge elettorale, 386 deputati erano eletti in 63 collegi plurinominali con ripartizione proporzionale a livello nazionale tra le coalizioni e le singole liste che avessero superato la soglia di sbarramento stabilita.
Nel collegio venivano eletti 13 deputati.
| Liste          | Liste                                       | Proporzionale | Proporzionale | Proporzionale | Maggioritario | Maggioritario | Maggioritario |  |
| Liste          | Liste                                       | Voti          | %             | Seggi         | Voti          | %             | Seggi         |  |
| -------------- | ------------------------------------------- | ------------- | ------------- | ------------- | ------------- | ------------- | ------------- |  |
|                | Forza Italia                                | 79 378        | 11,30         | 1             | 226 660       | 32,27         | 1             |  |
|                | Lega                                        | 74 857        | 10,66         | 1             | 226 660       | 32,27         | 1             |  |
|                | Fratelli d'Italia                           | 68 053        | 9,69          | 1             | 226 660       | 32,27         | 1             |  |
|                | Noi con l'Italia – UDC                      | 4 372         | 0,62          | –             | 226 660       | 32,27         | 1             |  |
|                | Partito Democratico                         | 160 504       | 22,85         | 2             | 204 241       | 29,08         | 2             |  |
|                | +Europa                                     | 36 249        | 5,16          | –             | 204 241       | 29,08         | 2             |  |
|                | Italia Europa Insieme                       | 3 911         | 0,56          | –             | 204 241       | 29,08         | 2             |  |
|                | Civica Popolare                             | 3 577         | 0,51          | –             | 204 241       | 29,08         | 2             |  |
|                | Movimento 5 Stelle                          | 201 584       | 28,70         | 3             | 201 584       | 28,70         | 2             |  |
|                | Liberi e Uguali                             | 31 313        | 4,46          | –             | 31 313        | 4,46          | –             |  |
|                | Potere al Popolo!                           | 14 225        | 2,03          | –             | 14 225        | 2,03          | –             |  |
|                | CasaPound                                   | 10 681        | 1,52          | –             | 10 681        | 1,52          | –             |  |
|                | Il Popolo della Famiglia                    | 4 139         | 0,59          | –             | 4 139         | 0,59          | –             |  |
|                | Partito Comunista                           | 3 837         | 0,55          | –             | 3 837         | 0,55          | –             |  |
|                | Italia agli Italiani (FN - MSFT)            | 2 126         | 0,30          | –             | 2 126         | 0,30          | –             |  |
|                | 10 Volte Meglio                             | 1 870         | 0,27          | –             | 1 870         | 0,27          | –             |  |
|                | Lista del Popolo per la Costituzione        | 660           | 0,09          | –             | 660           | 0,09          | –             |  |
|                | Per una Sinistra Rivoluzionaria (PCL - SCR) | 632           | 0,09          | –             | 632           | 0,09          | –             |  |
|                | Blocco Nazionale per le Libertà (DC - IR)   | 449           | 0,06          | –             | 449           | 0,06          | –             |  |
| Totale         | Totale                                      | 702 417       | 100           | 8             | 702 417       | 100           | 5             |  |
|                |                                             |               |               |               |               |               |               |  |
| Schede bianche | Schede bianche                              | 6 397         | 0,89          |               |               |               |               |  |
| Schede nulle   | Schede nulle                                | 11 886        | 1,65          |               |               |               |               |  |
| Votanti        | Votanti                                     | 720 700       | 70,84         |               |               |               |               |  |
| Elettori       | Elettori                                    | 1 017 327     |               |               |               |               |               |  |

## Eletti

### Eletti nei collegi uninominali
Eletti nella coalizione di centro-destra (Lega - FI - FdI - NCI-UDC)
     Eletti nel Movimento 5 Stelle
     Eletti nella coalizione di centro-sinistra (PD - +EUR - Insieme - CP)
| Collegio uninominale    | Eletto            | Eletto                  | Partito |
| ----------------------- | ----------------- | ----------------------- | ------- |
| 1. Roma-Trionfale       |                   | Paolo Gentiloni Silveri | PD      |
| 1. Roma-Trionfale       | Roberto Gualtieri |                         | PD      |
| 1. Roma-Trionfale       | Cecilia D'Elia    |                         | PD      |
| 2. Roma-Montesacro      |                   | Maria Anna Madia        | PD      |
| 3. Roma-Castel Giubileo |                   | Annagrazia Calabria     | FI      |
| 4. Roma-Collatino       |                   | Massimiliano De Toma    | M5S     |
| 5. Roma-Torre Angela    |                   | Lorenzo Fioramonti      | M5S     |

1. ↑  Dimissionario in data 02.12.2019 (assume la carica di Commissario europeo per gli affari economici e monetari).
2. ↑  Dal 04.03.2020 (eletto in seguito a elezioni suppletive); dimissionario in data 04.11.2021 (assume la carica di Sindaco di Roma).
3. ↑  Dal 19.01.2022 (eletta in seguito a elezioni suppletive).
4. ↑  In data 09.01.2020 aderisce al gruppo misto, non iscritti; in data 19.03.2021 a Fratelli d'Italia.
5. ↑  In data 07.01.2020 aderisce al gruppo misto, non iscritti; in data 10.03.2021 alla componente «Facciamo Eco - Federazione dei Verdi»; in data 29.07.2021 torna nei non iscritti; in data 1º agosto 2021 aderisce alla componente «MAIE-PSI-Facciamoeco».

### Eletti nella quota proporzionale
| Movimento 5 Stelle                                  | Partito Democratico                    | Lega            | Forza Italia    | Fratelli d'Italia  |
| --------------------------------------------------- | -------------------------------------- | --------------- | --------------- | ------------------ |
|                                                     |                                        |                 |                 |                    |
| Carla Ruocco Massimo Enrico Baroni Vittoria Baldino | Luciano Nobili Flavia Piccoli Nardelli | Giuseppe Basini | Andrea Ruggieri | Federico Mollicone |

1. ↑  In data 21.06.2022 aderisce al gruppo Insieme per il Futuro.
2. ↑  In data 19.02.2021 aderisce al gruppo misto, no
n iscritti; in data 23.02.2021 alla componente «L'Alternativa c'è»; in data 28.10.2021 torna nei non iscritti; in data 27.04.2022 torna nella componente «Alternativa».
3. ↑  In data 19.09.2019 aderisce al gruppo Italia Viva - Italia C'è.